# Kamenohorský buk

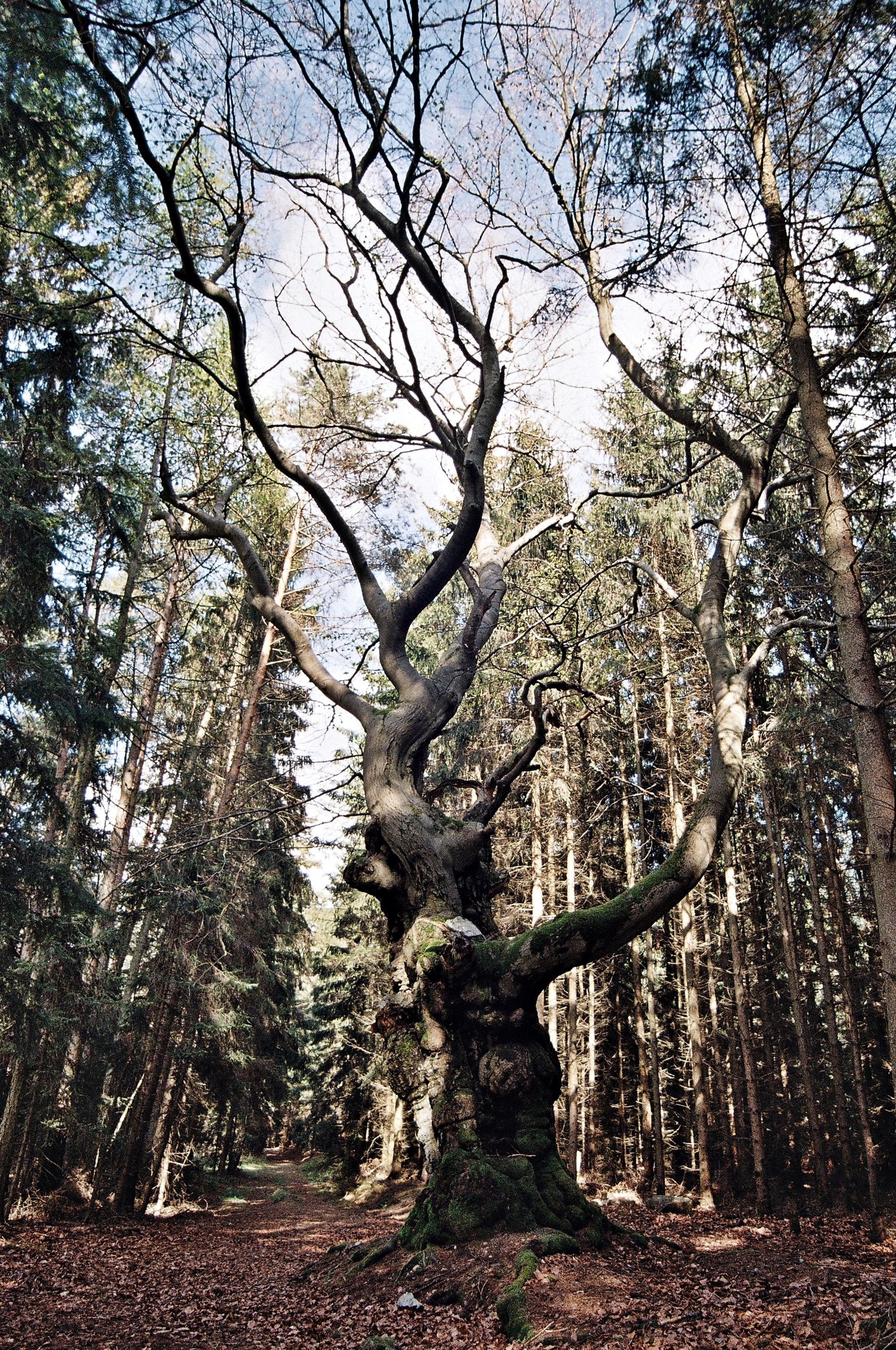
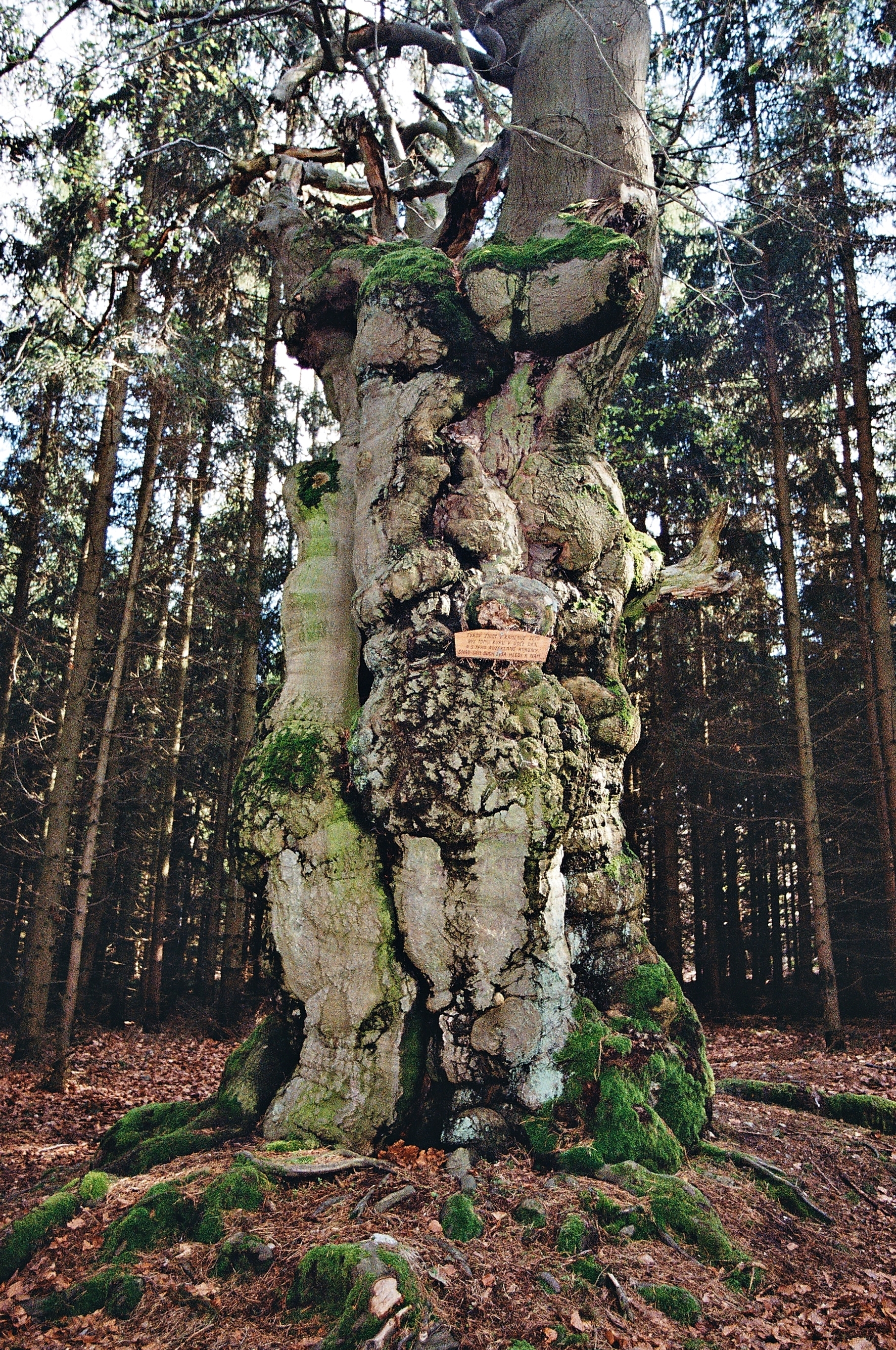

Kamenohorský buk je památný strom nedaleko vesnice Kamenná Hora u Nečtin v okrese Plzeň-sever. Přibližně třistaletý buk lesní (Fagus sylvatica) roste na okraji jehličnatého Kamenohorského lesa na rozcestí tří cest v nadmořské výšce 640 m jihozápadně od vsi. Jeho boulovitý kmen je dutý a kořenové náběhy velké. Strom o výšce 18,5 m má obvod kmene 462 cm a průměr koruny 16 m (měření 1998). Buk je chráněn od roku 1978 pro svůj vzrůst.